# Arnošt Pospíšil
Arnošt Pospíšil (11. září 1933, Žákovice – 12. únor 2021, Holešov) byl český mlynář a regionální historik.

## Biografie
Pocházel ze starého mlynářského rodu. Narodil se v žákovickém mlýně jako osmý ze třinácti dětí manželů Arnošta a Klotildy Pospíšilových. Jako chlapce ho okouzlila zařízení mlýnů. Cestoval po nich na kole po okolí, od dětství ve mlýně pracoval a mlynářem se také vyučil. Potom i strojním zámečníkem, vystudoval strojní průmyslovou školu, a nakonec průmyslovou energetiku.
Na vojnu nastoupil k protileteckému oddílu v Plzni, a po návratu z ní se ke mlýnům vrátil. Pracoval jako mlynář a vedoucí ve mlýnech v Postoupkách u Kroměříže a v Jemelíkově mlýně v Holešově. Později také v místním závodu TON jako mistr teplárny a vedoucí střediska energetických provozů, nakonec jako stavební dozor, technolog a projektant ve společnosti Chemopetrol.
Po svatbě se s manželkou Alenou Pospíšilovou přistěhoval do Holešova. Měl dceru a syna.
Po odchodu do důchodu se vrátil k práci v rodném mlýně v Žákovicích, kde mlel ještě do roku 1997. Byl také nadšeným turistou a včelařem. Na sklonku života se zabýval historií mlýnů v regionu. Na toto téma publikoval knihy a odborné články, pořádal tematické přednášky a naučné vycházky.
Byl aktivním členem, nestorem a vůdčí osobností Vlastivědného kroužku v Holešově. Působil více než 30 let jako značkař Klubu českých turistů, jehož byl od roku 1959 aktivním členem.
V roce 2020 byl oceněn titulem "Osobnost města Holešova."

## Rodinní příslušníci
Jeho bratr Jiří Pospíšil skládá básně, které vydal ve dvou publikacích. Jeho vnuk Stanislav Hodouš se věnuje publikační činnosti na témata vývoje náboženství v regionu Holešovska a ekumenismu.

## Dílo
- HOLUBCOVÁ, Božena. (Vydáno pod pseudonymem) Vyhnanci ze Símře. Soběchleby: Obecní úřad Soběchleby, 2021. 76 s.
- POSPÍŠIL, Arnošt. Vodní mlýny při toku řeky Rusavy. Holešov: Město Holešov, 2018. 64 s.
- POSPÍŠIL, Arnost. Z historie mlýna žákovického. Holešov: Vlastním nákladem, 2013. 96 s.
- POSPÍŠIL, Arnošt. Mlýny a mlynáři ve staletích. Holešov: Vlastním nákladem, 2004. 168 s.
- POSPÍŠIL, Arnošt. Z historie zaniklé osady Símře, násilně vystěhované v roku 1952. Soběchleby: Obecní úřad Soběchleby, 2004. 40 s.
- POSPÍŠIL, Arnošt. Žákovice a okolí II. Žákovice: Obecní úřad Žákovice, 2002. 152 s.
- POSPÍŠIL, Arnošt. Žákovice a okolí. Žákovice: Obecní úřad Žákovice, 1995. 76 s.